# Herman Hollanders
Œuvres principales
- Parnassus ecclesiasticus (1631)
- Jubilus filiorum Dei (1634)

Herman Hollanders, né vers 1595 à Bréda et décédé vers 1640, est un compositeur néerlandais du XVIIe siècle. Il composait dans un style de transition entre la Renaissance et le Baroque.

## Biographie
Il se maria avec Clara Joosten avec qui il eut sept enfants, tous baptisés à Bréda. Il était vicaire du chapitre d'Eindhoven ainsi que maître d'école et organiste de l'église Sainte-Catherine de cette dernière ville de 1618 à 1623. Il travailla également comme organiste à Ekeren (actuellement une ville belge) et il fut maître de chant de l'église Notre-Dame de Bréda de 1628 et 1637. La religion protestante ne devint dominante à Bréda qu'après la troisième reconquête républicaine de cette ville lors de la guerre de Quatre-Vingts Ans - dans ce cas-ci par les troupes du stathouder Frédéric-Henri d'Orange-Nassau - et après son abandon définitif par les espagnols. Beaucoup de clercs et de civils prirent alors la fuite pour trouver refuge aux Pays-Bas espagnols. Hollanders fit sans doute de même avec sa famille. On ne connaît rien de sa vie après la prise de la ville.

## Les caractéristiques de sa musique
Le calvinisme préférait le chant collectif à l'église sur la musique polyphonique exécutée par des chanteurs professionnels, comme à l'église catholique où la paroisse ne participait pas à l'animation musicale des services. Ainsi, la musique polyphonique disparut petit à petit des églises et de la cour de la République des Sept Pays-Bas-Unis. La sobriété et la structure équilibrée par l'emploi de lignes mélodiques vives et belles caractérisent la musique de Hollanders. Les ornements donnent une touche d'allégresse à la musique. Stylistiquement, Hollanders se situe quelque part entre le stile antico polyphonique et le stile concertato, dont il est le premier représentant aux Pays-Bas. Plus tard, son exemple sera suivi par Jan Baptist Verrijt, Carel Hacquart et Benedictus Buns, parmi d'autres. Hollanders a été influencé par des contemporains italiens, tels que Lodovico Grossi da Viadana.

## Œuvres
On connaît deux ouvrages musicaux de ce compositeur :
- (la) 1631 : Parnassus ecclesiasticus comprend des pièces d'une à quatre voix et basse continue et deux pièces à huit parties (quatre voix et quatre parties pour instruments à cordes) et basse continue (ouvrage publié par Pierre Phalèse à Anvers) ;
- (la) 1634 : Jubilus filiorum Dei comprend huit motets pour ténor seul et un nombre d'œuvres incomplètes (ouvrage publié par Pierre Phalèse à Anvers).

Un exemplaire de chaque ouvrage se trouve dans la bibliothèque du Collegium Augustinianum Gaesdonck, passé Boxmeer et la frontière allemande. Il s'agit d'environ cinquante œuvres dont une partie est incomplète.

## Discographie
- Les œuvres complètes, par l'ensemble Brabantsch Muzyk Collegie dirigé par Ruud Huijbregts, sur trois CD : In The Footsteps Of Herman Hollanders, Et'cetera KTC 1292, 2006.